# Mazandarani
Le mazandarani (مازندرانی) ou tabari (طبری) ou geleki (گلکی) est une langue iranienne de la branche du nord-ouest. Parlée en Iran dans la province du Mazandéran, elle est inintelligible par un locuteur du persan. Parmi les langues vivantes iraniennes, le mazandarani a une des plus anciennes traditions écrites, datant du Xe siècle au XVe siècle. Sa riche littérature inclut des livres tels que Marzban Nameh (plus tard traduit en persan) et la poésie d'Amir Pazevari et Taleb Amoli. L'utilisation du mazandarani, cependant, est en déclin. Son rôle administratif et littéraire a été supplanté par le persan bien avant l'intégration définitive du Mazandéran dans l'administration nationale au début du XVIIe siècle. L'écrasante majorité de la population du Mazandéran est maintenant bilingue, et parle aussi le persan.
La langue mazandarani est apparentée au gilaki et les deux langues ont des vocabulaires similaires. Cette langue n'a pas été influencée par les vocabulaires d'autres langues comme l'arabe et le turc, et est toujours parlée en plusieurs dialectes dans la région.
D'après Ethnologue.com, il y avait plus de 3 millions de locuteurs de langue maternelle mazandarani en 1993 parlant des dialectes comme le gorgani, le qadikolahi (ghadikolahi) et le palani.